# Фільтри свердловин
Фільтри свердловин (рос. фильтры скважин, англ. mining hole filters, нім. Bohrlochfilter m) — пристрої для захисту дренажних виробок від замулювання внаслідок виносу дрібних фракцій порід. Залежно від крупності зерен, що складають водоносну породу, застосовують дротяні, дірчасті, каркаснострижневі, графітно-дротяні та інші фільтри.
Види фільтрів для свердловин:
- В артезіанських свердловинах, розрахованих на тверді і стабільні вапнякові породи, фільтр не роблять взагалі — просто залишають стовбур свердловини відкритим. Попадання великих фрагментів породи в насос практично виключено, а дрібнозернистих механічних домішок у вапняку практично не буває.

- Для свердловин, розрахованих на видобуток води з нестабільних галькових і вапнякових водоносних горизонтів, у яких натиск води не надто високий і насос встановлюється досить близько до водозабору, установка фільтра необхідна. Як фільтр використовують відрізок перфорованої труби. Здебільшого, при відсутності у водоносі піску, такий фільтр цілком виконує свою функцію і здатний прослужити довго.

- Свердловина на пісок[2] — призначена добути воду з піщаного водоносного горизонту — найбільш поширена. Для таких свердловин спеціально виготовляють сітчасті фільтри.